# 大道峠
大道峠（だいどうとうげ）は、群馬県の利根郡みなかみ町と吾妻郡中之条町の町境にある峠。

## 概要
群馬県道53号中之条湯河原線にあり、付近には国重要文化財の冨澤家住宅がある。